# Deixies (mineria)

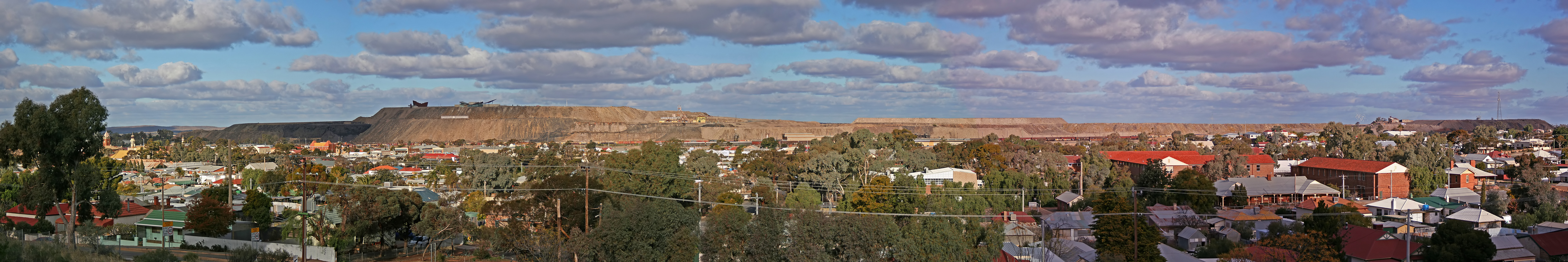
Un panorama de la Broken Hill, Nova Gal·les del Sud, amb el Mullock fet per l'home (deixies minerals) munts de la mina de línia de Lode (les piles Mullock són les "muntanyes" de deixies que s'estenen al fons d'aquesta imatge).

Les  deixies minerals són el subproducte (mineria) que no s'aprofita en els processos miners de concentració i "rentat" de minerals. Usualment després del "rentat" el que queda és una barreja tòxica de terra, minerals, aigua i roques.
Les  deixies produïdes en els "rentats", contenen altes concentracions de productes químics i elements que alteren el medi ambient, pel que han de ser transportades i emmagatzemats a "tancs de ganga" on lentament els contaminants es van decantant en el fons i l'aigua és recuperada o evaporada. El material queda disposat com un dipòsit estratificat de materials sòlids fins. El maneig de gangues és una operació clau en la recuperació d'aigua i evitar filtracions cap a terra i napes subterrànies, ja que el seu emmagatzematge és l'única opció. Per obtenir una tona de concentrat es generen gairebé 30 tones de ganga.
Atès que el cost de manejar aquest material és alt, les companyies mineres intenten localitzar els "tolls de rentat" el més a prop possible de la planta de processament de minerals, minimitzant costos de transport reutilitzant l'aigua continguda.
Els "tolls de rentat" es conformen com preses, que poden construir-se per dos mètodes, SPIGOT (descàrrega d'aixetes) i el PADDOCK (cèrcols).

## Desastre de Stav, Itàlia
El 19 de juliol de 1985, un "toll de rentat" de l'empresa Prealpi Mineraia va cedir, alliberant tones de material que van provocar una allau a Stav, Trento, al nord d'Itàlia. El col·lapse de la represa va alliberar 200.000 m³ de ganga que van arrasar pobles i boscos, 4,2 km més avall a una velocitat de 90 km/h, matant 268 persones.